# مادودفسکایا (شهرستان اونژسکی، استان آرخانگلسک)
مادودفسکایا (به لاتین: Medvedevskaya) یک منطقهٔ مسکونی در روسیه است که در استان آرخانگلسک واقع شده‌است.